# 2005年の気象・地象・天象
2005年の気象・地象・天象（2005ねんのきしょう・ちしょう・てんしょう）に関する出来事を記述する。
2004年の気象・地象・天象 - 2005年の気象・地象・天象 - 2006年の気象・地象・天象

## できごと

### 天体観測・惑星探査

「ディープ・インパクト」の衝突体が彗星に命中した瞬間の映像

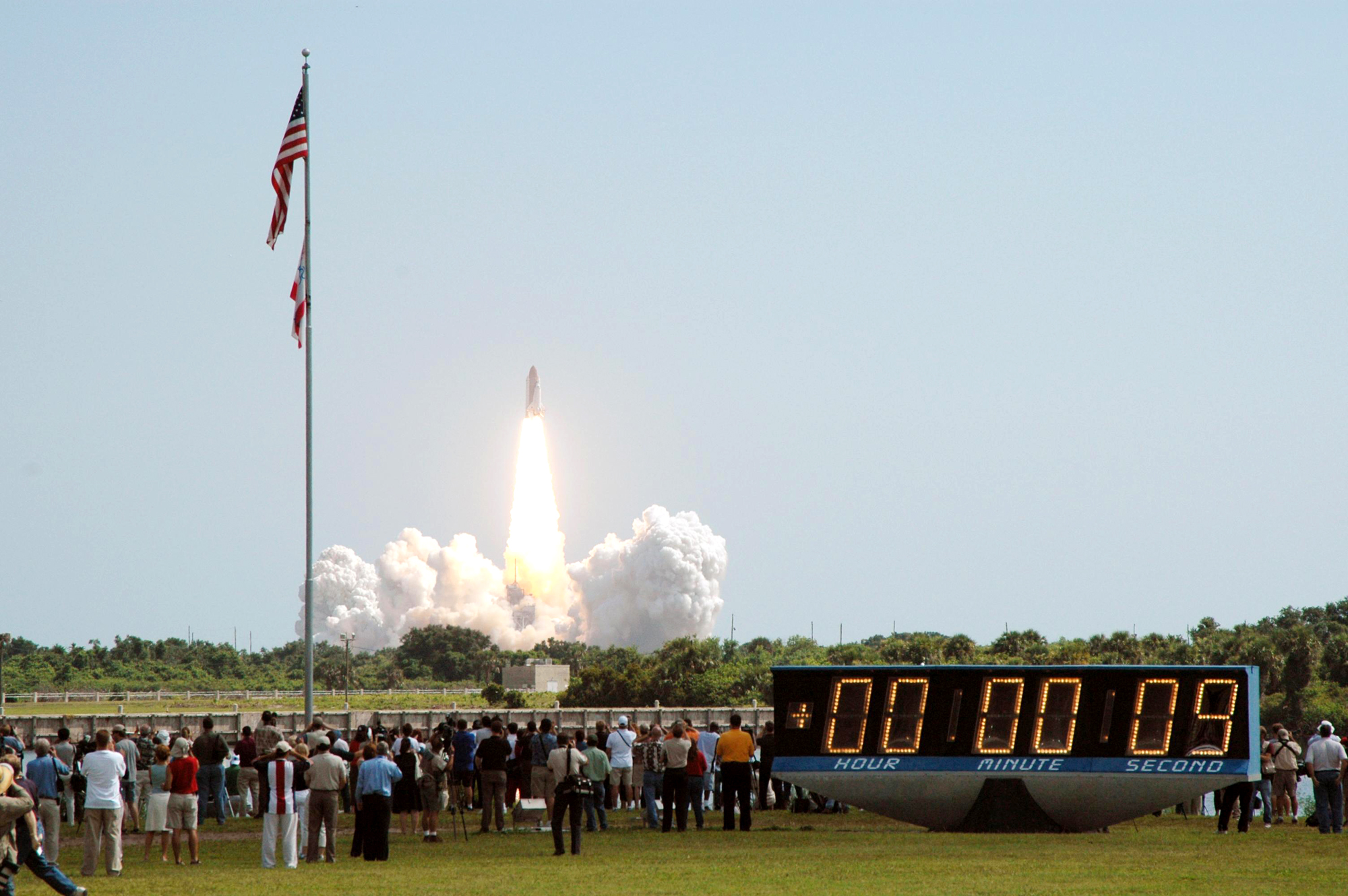
2005年7月26日（火）10:39　フロリダ州ケネディ宇宙センターから打ち上げられ上昇中のディスカバリー。

- 1月6日 - マックホルツ彗星が地球に大接近する。1月26日には近日点を通過。
- 1月14日 - 土星探査機「カッシーニ」に搭載されていた小探査機「ホイヘンス」が、衛星タイタンの地表に着陸。
- 7月4日 - 探査機ディープ・インパクトが、テンペル第1彗星の核に衝突体を打ち込む。
- 7月29日 - NASAは太陽系第10番目の惑星(2003 UB313、後にエリスと命名)を発見したと発表。惑星かそうでないかが確定するのは2006年夏の国際天文学連合総会。
- 8月12日 - 火星探査機「マーズ・リコネッサンス・オービター」打ち上げ。2006年3月、火星周回軌道に到達する予定。
- 9月12日 - 日本の惑星探査機はやぶさが、小惑星イトカワの軌道に到達。11月26日にはイトカワへの着陸と微粒子の採取に成功する。月以外の天体からの試料採取は世界初。
- 11月9日 - 欧州宇宙機関の金星探査機「ビーナス・エクスプレス」打ち上げ。2006年4月、金星周回軌道に到達する予定。

### 地震

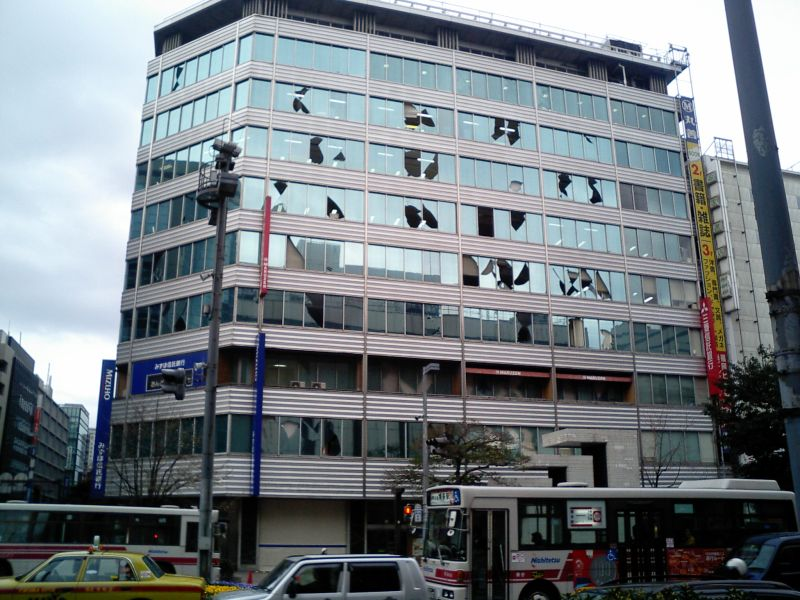
福岡県西方沖地震で割れたビルの窓ガラス

- 1月18日 - 北海道で震度5強の地震を観測。
- 2月22日 - イラン、ケルマーン州ザランド近郊でM 6.4の地震、死者・行方不明者500人超。
- 3月20日 - 福岡県・佐賀県を中心に福岡県西方沖地震が発生。日曜日ということもあり甚大な被害。死者1名。→4月20日には最大震度5強の余震を観測。
- 3月28日 インドネシア、スマトラ島沖でM 8.7の地震（スマトラ島西岸の地震）、震源地に近いニアス島などで1,000～2,000人が死亡。
- 4月11日 - 千葉県北東部で地震。千葉県・茨城県で震度5強を観測。
- 6月3日 - 熊本県で震度5弱の地震を観測。
- 6月20日 - 新潟県中越地方で震度5弱の地震を観測。気象庁は「今回の地震は新潟県中越地震の震源域から離れており、同地震の余震ではない」との見解を示す。
- 7月23日 - 千葉県北西部地震発生。東京都で震度5強を観測。東京都で震度5弱以上の地震が観測されたのは、1992年2月2日以来13年ぶり。
- 8月16日 - 宮城県沖の地震、宮城県で震度6弱を観測。津波注意報が発令される。
- 8月21日 - 新潟県中越地方で震度5強の地震を観測。6月20日の地震同様、気象庁は「新潟県中越地震と直接の関係は少ないものと思われる」と発表。
- 9月25日 - ペルー北部でM7.5の地震、死者4人
- 10月8日 - M 7.6のパキスタン地震発生、死者約50,000人。
- 10月19日 - 茨城県で震度5弱の地震を観測。茨城県と千葉県で2人が負傷
- 11月15日 - 三陸沖でM7.1の地震発生。北海道から茨城県の広範囲で津波注意報が発令される。
- 12月6日 - タンザニア・コンゴ民主共和国国境のタンガニーカ湖付近でM6.8の地震、死者6人

### 天候・自然災害

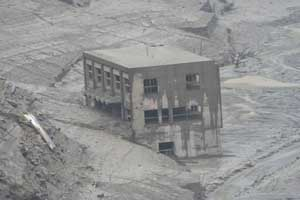
高知県・早明浦ダムの底から姿を現した旧大川村役場

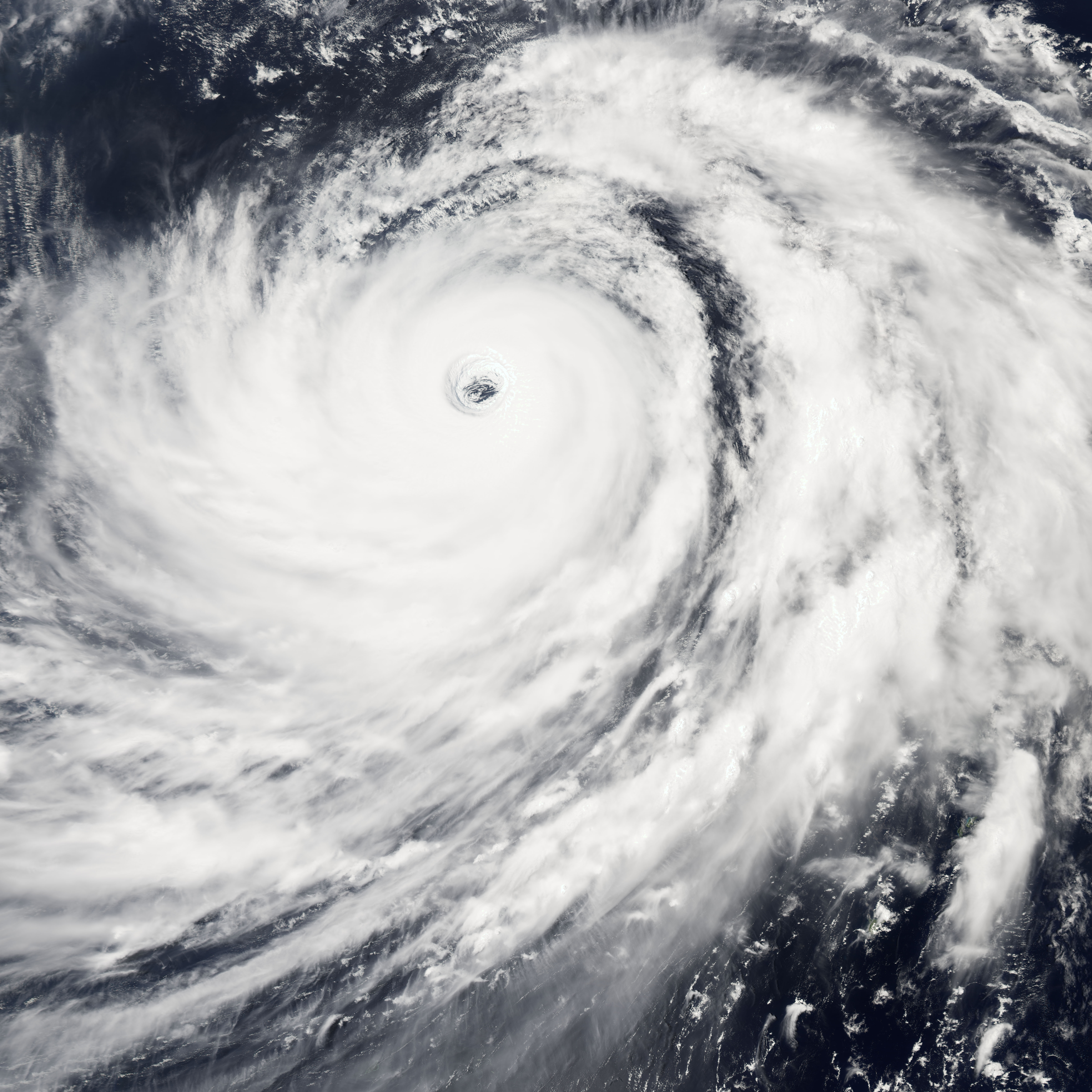
大型で非常に強い台風14号(ナービー)は、死者26人を出すなど、全国に大きな被害をもたらした

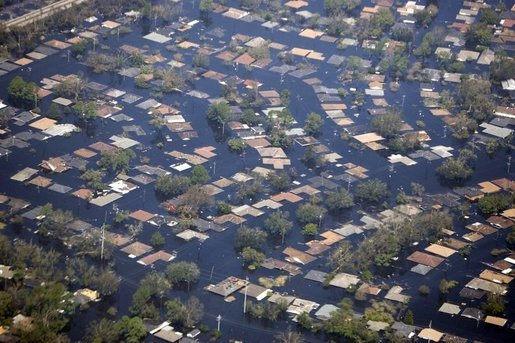
8月31日、ハリケーン・カトリーナによって水没したニューオリンズ市。エアフォースワンから撮影。

- 今冬は、前年(2004年)12月の気温が異様に高く、1月・2月はたびたびの寒波襲来により、気温が異様に低い月となった。新潟県では新潟県中越地震の被災地を19年ぶりの豪雪が襲い、多数の死傷者を出した。しかし、平均気温からみると北日本と西日本では「並冬」、東日本と南西諸島は「暖冬」となり、結果的に「暖冬」となった。

- 3月から4月にかけては、西日本と南西諸島を中心に大陸から強い寒気が南下しやすく、季節外れの寒さと降雪が交互に訪れ、太平洋側でも珍しく積雪した。このため春の訪れが遅く、全国的に桜の開花が平年より3～6日程度遅くなり、1996年以来9年ぶりの「寒春」となった。3月の低温は西日本で1994年以来11年ぶり、南西諸島で1995年以来10年ぶりである。
- 5月はオホーツク海高気圧や低気圧通過後の寒気の影響で、 月平均気温は北日本では1996年以来9年ぶり、東日本で1993年以来12年ぶりの低温となった。ただし、西日本では1996年から10年連続、南西諸島では2002年から4年連続の高温となった。
- 6月から7月はじめにかけて西日本で少雨、東日本（特に北陸）で豪雨となったが、その後西日本でも雨が降り渇水が解消された。しかし7月終わりから8月にかけて再び西日本で少雨、東日本で豪雨となり、四国では水不足が深刻化していたが、9月の台風14号がもたらした大雨でようやく解消した。
- 9月から10月にかけては高温が続き、10月の日本の平均気温は10月としては(1898年からの)観測史上最も高かった。気象庁の統計では世界全体でも9・10月の平均気温が(1880年以降で)過去最高となった。
- 12月は期間を通して強い寒気が度々日本付近に南下するようになり、日本の全域で低温と大雪の被害。関東甲信から九州にかけて12月としては観測史上最低の平均気温を記録。北海道・東北・南西諸島でも20年ぶりに低い平均気温だった。1995年以来10年ぶりの「寒冬」となりこの大雪は「平成18年豪雪（へいせい18ねんごうせつ）」と気象庁が命名した。
- 前年12月31日～2005年1月2日 - 数年ぶりの正月寒波。関東地方でも大雪となり、1日、山口県や福岡県北九州では平野部でも15cmを越える大雪となったところもあった。
- 1月31日～2月2日 - 大寒波襲来、日本各地で大雪に。種子島でも数年ぶりに雪が降る。高知や鹿児島でも積雪。
- 3月4日～3月6日 - 春の寒波。この時期としては珍しく太平洋側の平野部でも積雪を観測。東京都内では2cmで関東の3月における積雪は8年ぶり。九州地方でも大雪となり、福岡で4cmと3月としては10年ぶりの積雪。九州南部の種子島・屋久島地方でも1977年以来28年ぶりに3月の降雪と、各地で降雪・積雪記録を更新。
- 3月13日～3月14日 - この時期としては非常に強い真冬並みの寒波が南下し、各地で降雪、一部では積雪も観測された。西日本各地では真冬以下の異常低温となった。特に山陰では1987年以来18年ぶりの3月としては記録的な大雪で、鳥取市で51cmの積雪を観測した。日最高気温は鳥取市で1.2℃、松江市で2.5℃とそれぞれ3月の日最高気温の低いほうから2位の記録を更新した。
- 3月25日 - 愛知県長久手町で愛・地球博が開幕したこの日、季節外れの非常に強い真冬並みの寒気が流れ込み、東海や近畿を中心に西日本でこの時期としては異例の降雪を一時観測。名古屋市で3月下旬に降雪を観測したのは12年ぶりで、この年の3月は月を通して降雪・路面凍結に見舞われた。なお、名古屋市の平年の終雪日は3月7日ごろ（1971～2000年の平年値より）と平年・昨春に比べ、観測史上10位以内に入る記録的に遅い終雪となってしまった。
- 4月28日～4月29日 - 南から暖かい空気が入り、フェーン現象の影響で全国各地で真夏日を観測。28日には鳥取県米子市で4月の観測史上最高気温となる33.7℃を記録した。
- 6月21日 - 夏至のこの日、梅雨前線が本州の南海上に下がって全国的に晴れ間が広がり、兵庫県豊岡市で35.5℃を記録したほか、鳥取市や新潟県魚沼市や長野県飯山市などでも最高気温35℃以上の猛暑を観測した。
- 7月1日～7月6日 - 西日本や東日本を中心に広い範囲で大雨（平成17年梅雨前線豪雨）。各地で浸水被害が相次ぎ、死者・行方不明者が出る。山口県や愛媛県で400mmを超す大雨が降る。
- 7月26日～7月28日 - 台風7号が房総半島に上陸。
- 8月25日～8月26日 - 台風11号が関東地方に上陸。
- 9月4日 - 台風から湿った空気が流れた影響で大気の状態が不安定になり、東京都、埼玉県、神奈川県の一部で1時間に100mmを超す大雨。住宅浸水や道路冠水の被害が続出。
- 9月6日～9月7日 - 台風14号が長崎県諫早市付近に上陸。九州地方・中国地方で道路陥没や土砂崩れなどの被害で多数の死傷者を出す。
- 12月4日～12月6日 - 全国的に平年よりやや早めの初雪。平野部でも積雪を観測。平年より早く、前年に比べて大幅に早い初雪となった。
- 12月中旬 - 真冬並みの寒波が断続的に南下し、北陸から山陰では大雪。日本海側では家屋が雪の重みで潰れたり、雪による死者や負傷者が多数出た。太平洋側の地方でも雪が降り全国的な低温に。18日の広島県広島市(17cm)は観測史上最高となった。特に21～22日には温暖な西日本太平洋側でも積雪し、高知県高知市(5cm)では12月の積雪としては32年ぶり、愛知県名古屋市(23cm)では58年ぶり、雪が大変稀な宮崎県宮崎市(1cm)では60年ぶり、鹿児島県鹿児島市(11cm)では88年ぶり、種子島でも40年ぶりと、各地で歴史的な降雪・積雪記録の更新を観測。